# South West Osborn Island
South West Osborn Island (nome aborigeno Umpatayi o Umbadayi) è un'isola del gruppo delle Osborn Islands, situata nel golfo Admiralty, lungo la costa nord dell'Australia Occidentale, nelle acque dell'oceano Indiano. Appartiene alla Local government area della Contea di Wyndham-East Kimberley, nella regione di Kimberley. Il proprietario tradizionale dell'area è il popolo Wunambal.
L'isola ha una superficie di 13,26 km². Si trova nella parte centrale del golfo Admiralty a sud-ovest di Middle Osborn Island.

## Toponimo
Le isole Osborn sono state così chiamate da Phillip Parker King nel 1819 in onore di Sir John Osborn, uno dei Lord dell'Ammiragliato.